# Tro på os to
"Tro på os to" er en sang skrevet af ungdomsbandet SEB, og den blev fremført på scenen til Melodi Grand Prix for børn og unge den 16. september 2006, hvor den vandt. Også den 25. november 2006, til MGP Nordic i Stockholm, vandt SEB. Nummeret "Tro på os to" fik da 127 point, mens Sanna fra Sverige, med nummeret "Genom skog, berg och hav", kom på andenpladsen med 117 point, og norske Ole Runar med nummeret "Fotball e supert" kom på tredjepladsen med 56 point.
Karakteren fra sangen, "Annie", findes i virkeligheden og har været kæreste med forsangeren, Sebastian, og senere Mathias fra bandet. Der gik 1 år fra sangen blev skrevet og indsendt til MGP til den skulle synges til MGP i Danmark.